# Walt Disney Studios (штаб-квартира)
Walt Disney Studios (Сту́дия Уо́лта Диснея) — международная штаб-квартира медиаконгломерата компании Уолта Диснея, которая располагается в городе Бербанк, штат Калифорния.
Переезд сотрудников компании Уолта Диснея из старой студии, расположенной на Гиперион авеню в Лос-Анджелесе, начался 24 декабря 1939 года. Комплекс зданий был спроектирован, главным образом, Кемом Вебером под присмотром Уолта Диснея и его брата Роя. Строения являются единственными студиями, оставшимися с Золотого века кино. Дисней является единственной кинокомпанией из десяти больших американских кинокомпаний, которая осталась независимой от материнской компании. .
Студия Уолта Диснея в городе Бербанк была изначально предназначена для работы над анимацией: большое здание для анимации в центре кампуса, прилегающие здания отделения раскадровки, музыкального отделения, отделения «чернил и красок» и других студийных функций. Вместе связывают здания наземные проходные и подземные туннели. В кампусе имеется также кинотеатр и несколько звуковых павильонов. Диснеевский мультфильм «Строптивый дракон» с участием Роберта Бенчли служил в качестве экскурса по новой студии, которая нередко также показывается в различных диснеевских телепрограммах.
В поздние 1940-е, студия начинает регулярно работать над игровыми фильмами. Несмотря на то, что первые фильмы компании Уолта Диснея снимались в Великобритании, необходимость в площадке для съёмок актёрской игры всё же была. Джек Уэбб предложил вложить немного денег в строительство площадки для игровых съёмок в обмен на её использование им (Уэбб использовал построенную площадку для съёмок больше́й части телесериала «Сети зла»). В это время были построены площадки для съёмок на открытом воздухе и оставались стоять вплоть до изменений в управлении компании в середине 1980-x годов.
В 1986 году после корпоративной реструктуризации «Walt Disney Productions» была переименована в компанию Уолта Диснея, а строения были реконструированы таким образом, чтобы обеспечить больше пространства для игровых съёмок и под административные офисы. Студия Уолта Диснея в Бербанке представляет собой комплекс из офисных и административных зданий и десять звуковых павильонов. Главным зданием комплекса является здание управления Бербанкской командой Дисней, построенное в 1990 году и спроектированное архитектором и дизайнером Майклом Грейвсом. Здание управления Бербанкской команды Дисней включает офис президента компании и генерального директора Роберта Айгера, а также зал заседаний совета директоров. В этом здании также находятся офисы для членов высшего исполнительного руководства, таких как глава международного подразделения Дисней Энди Бёрд, председатель подразделения Дисней, отвечающего за парки и курорты, Джей Расуло и председатель развлекательного подразделения Дисней Дик Кук. Комплекс зданий иногда называют «постройками семи гномов» за сказочную вывеску перед ним и семь гномов, держащих крышу здания, в знак почтения классическому анимационному фильму «Белоснежка и семь гномов», прибыль с которого позволила Уолту Диснею купить землю в Бербанке.
23 января 2006 к 21-й годовщине управления компанией Майклом Эйснером здание команды Дисней было «перепосвящено» как здание «Команды Дисней — Майкла Эйснера».
Во время реструктуризации, анимационные отделения были свёрнуты, чтобы официально положить начало созданию подразделения компании Walt Disney Feature Animation, и вся их работа была перемещена в «Air Way warehouse» в городе Глендейл, штат Калифорния. В 1995 году через улицу от основного комплекса было построено новое здание для Feature Animation. Новое здание является цветным сооружением, увенчанным гигантским колпаком волшебника, в которой ранее находился офис бывшего главы WDFA Роя Эдварда Диснея.
После приобретения компанией Дисней Американской телерадиовещательной компании (Эй-Би-Си), для телевизионной сети была построена штаб-квартира рядом со зданием Feature Animation. Здание Эй-Би-Си было спроектировано Альдо Росси и было связано с основным комплексом синим извилистым мостом, который был перекинут через Риверсайд драйв. В здании Эй-Би-Си также находятся офисы других подразделений Дисней, таких как Touchstone Television и Buena Vista International.